# The Domino Club
The Domino Club ist ein Musikalbum der britischen Folk-Punk-Band The Men They Couldn’t Hang, das 1990 veröffentlicht wurde.

## Geschichte
Als Singleauskopplungen erschienen Great Expectations, Kingdom of the Blind und The Lion and the Unicorn, die sich jedoch allesamt nicht in den britischen Top 100 platzieren konnten. Das Album erreichte Platz 53 in den britischen Album-Charts.
The Domino Club war das letzte reguläre Studioalbum vor der Auflösung der Band, das es bis zu ihrer Reunion 1996 und dem im selben Jahr veröffentlichten Never Born To Follow blieb. Außerdem war es das zweite Album auf dem Silvertone-Label und das zweite Album mit Nick Muir an Piano, Keyboards und Akkordeon.
Das Album wurde von Pat Collier, dem ehemaligen Bassisten der Vibrators, produziert, das Cover wurde von Sean Phillips, der damals für die Comicserie 2000 AD arbeitete, entworfen. Philip "Swill" Odgers war ein großer Fan der Serie und traf sich mehrmals mit dem Editor der Serie, um einen der Künstler für eine Coverzeichnung zu gewinnen. Man einigte sich schließlich auf Sean Phillips, der bereits bei Batman, WildC.A.T.s und Hellblazer tätig war.
The Men They Couldn't Hang traten als Vorband für David Bowie bei den Konzerten im Milton Keynes Bowl während seiner Sound and Vision Tour auf, da der Sohn Bowies ein großer Fan der Band war.

## Rezeption
| Medium       | Rating                                                                            |
| ------------ | --------------------------------------------------------------------------------- |
| Allmusic     | Sternsymbol · Sternsymbol · Sternsymbol · Sternsymbol · Sternsymbol               |
| Musikexpress | Sternsymbol · Sternsymbol · Sternsymbol · Sternsymbol · Sternsymbol · Sternsymbol |

Der Allmusic Guide bewertete das Album mit drei von fünf Sternen, der Musikexpress mit vier von fünf.

## Titelliste
| Nr. | Titel                            | Leadgesang   | geschrieben von | Länge |
| --- | -------------------------------- | ------------ | --------------- | ----- |
| 1.  | The Lion and the Unicorn         | Odgers       | Simmonds        | 3:34  |
| 2.  | Great Expectations               | Cush, Odgers | Simmonds        | 3:21  |
| 3.  | The Family Way                   | Cush         | Simmonds        | 4:17  |
| 4.  | Handy Man                        | Odgers       | Simmonds        | 3:23  |
| 5.  | Kingdom of the Blind             | Odgers       | Simmonds        | 3:32  |
| 6.  | Grave-Robbing in Gig Harbour     | Cush         | Cush            | 4:02  |
| 7.  | Industrial Town                  | Cush         | Thomas          | 4:09  |
| 8.  | You're the One                   | Odgers       | P. Odgers       | 2:50  |
| 9.  | Australia                        | Cush         | P. Odgers       | 3:21  |
| 10. | Dogs Eyes, Owl-Meat and Man-Chop | Cush         | Cush            | 3:28  |
| 11. | Billy Morgan                     | Odgers       | Simmonds        | 4:59  |
| 12. | On the Razzle                    | Cush         | Simmonds        | 3:10  |

### Wiederveröffentlichung
| Nr. | Titel                            | Leadgesang   | geschrieben von | Länge |
| --- | -------------------------------- | ------------ | --------------- | ----- |
| 1.  | The Lion and the Unicorn         | Odgers       | Simmonds        | 3:34  |
| 2.  | Great Expectations               | Cush, Odgers | Simmonds        | 3:21  |
| 3.  | The Family Way                   | Cush         | Simmonds        | 4:17  |
| 4.  | Handy Man                        | Odgers       | Simmonds        | 3:23  |
| 5.  | Kingdom of the Blind             | Odgers       | Simmonds        | 3:32  |
| 6.  | Grave-Robbing in Gig Harbour     | Cush         | Cush            | 4:02  |
| 7.  | Industrial Town                  | Odgers       | Thomas          | 4:09  |
| 8.  | You're the One                   | Odgers       | P. Odgers       | 2:50  |
| 9.  | Australia                        | Odgers       | P. Odgers       | 3:21  |
| 10. | Dogs Eyes, Owl-Meat and Man-Chop | Cush         | Cush            | 3:28  |
| 11. | Billy Morgan                     | Odgers       | Simmonds        | 4:59  |
| 12. | On the Razzle                    | Cush         | Simmonds        | 3:10  |
| 13. | The Family Way (Demo)            | Cush         | Simmonds        | 4:21  |
| 14. | Walking to Wigan Casino (Demo)   | Cush         | Simmonds        | 4:09  |
| 15. | Great Expectations (Demo)        | Cush, Odgers | Simmonds        | 3:31  |